# 利川慈姑
利川慈姑（学名：Sagittaria lichuanensis）是泽泻科慈姑属的植物，为中国的特有植物。分布于中国大陆的浙江、湖北、广东、福建、江西等地，生长于海拔1,650米的地区，一般生长在山谷沼泽，目前尚未由人工引种栽培。